# Nittha Jirayungyurn
Nittha Jirayungyurn (tiếng Thái: นิษฐา จิรยั่งยืน, phiên âm: Nít-tha Chi-ra-dang-dơn, sinh ngày 21 tháng 09 năm 1990) còn có nghệ danh là Mew (มิว) là một nữ diễn viên người Thái Lan trực thuộc Channel 3. Cô được biết đến qua nhiều vai diễn như Series Quý ông nhà Jutathep (2013), Lửa tình nổi giận (2014), Theo dấu yêu thương (2015), Chuyện tình bậc đế vương (2017), Sức mạnh nguyện ước (2018), bộ phim điện ảnh 24 giờ yêu (2016), bộ phim gây tiếng vang cho Thái Lan và Việt Nam, Yêu thầm anh xã ( 2020 ).

## Thông tin cá nhân
- Tên khai sinh: Nittha Jirayungyurn (นิษฐา จิรยั่งยืน)
- Tên gọi: Mew (มิว)
- Nghề nghiệp: Diễn viên, người mẫu.
- Ngày sinh: ngày 21 tháng 9 năm 1990.
- Nơi sinh:Băng Cốc, Thái Lan.
- Cân nặng: 45 kg.
- Chiều cao: 160 cm.
- Star sign: Virgo
- Quan hệ: Kết hôn với Saint Tharaput Kumagremgit (2020)
- Anh em ruột: 1 em gái - Mint (Nuttha).
- Sở thích: Xem phim, ca hát, nhảy múa, đọc truyện.
- Bạn thân: Natapohn Tameeruks, Jarinporn Joonkiat, Chalida Vijitvongthong, Peeranee Kongthai
- Học vấn: Trường trung học St. Joseph Convent; tốt nghiệp Đại học Srinakharinwirot chuyên ngành thời trang.

## Sự nghiệp
Nittha Jirayungyurn ra mắt vào năm 2013 với vai nữ chính trong phim Khun Chai Pawornruj (tựa việt là Quý Cô và Chàng Ngoại giao). Thành công của phim đã phần nào khẳng định khả năng diễn xuất của cô khi đem lại tận bốn giải thưởng bao gồm Best New Female Rising Actress, Best New Rising Actress, Female Rising Actress, Rising Actress. Dù mới gia nhập làng điện ảnh hơn 3 năm nhưng hiện nay cô đã bỏ túi hơn 7 phim truyền hình cũng như nhận được khá nhiều giải thưởng uy tín của Thái Lan.
Nittha Jirayungyurn là một trong số người đẹp Thái được yêu mến không chỉ bởi ngoại hình xinh đẹp mà còn là diễn viên tài năng, chăm chỉ, không ngại đóng những cảnh khó. Cô còn là gương mặt quen thuộc trong các MV ca nhạc và trên nhiều tạp chí thời trang như Cody, Nylon,...

## Các bộ phim đã từng tham gia

### Phim truyền hình
| Năm  | Phim                          | Tên tiếng Việt                            | Vai                                           | Đài       | Đóng với                                            |
| ---- | ----------------------------- | ----------------------------------------- | --------------------------------------------- | --------- | --------------------------------------------------- |
| 2013 | Khun Chai Pawornruj           | Quý cô và chàng ngoại giao                | Thanying Wanrasa Arunrat/Rasa                 | Channel 3 | Thanawat Wattanaputi (Quý ông nhà Juthathep Series) |
| 2013 | Khun Chai Puttipat            | Bác sĩ Puttipat                           | Thanying Wanrasa Arunrat/Rasa                 | Channel 3 | Thanawat Wattanaputi (Quý ông nhà Juthathep Series) |
| 2013 | Khun Chai Ronapee             | Ảo vọng giàu sang                         | Thanying Wanrasa Arunrat/Rasa                 | Channel 3 | Thanawat Wattanaputi (Quý ông nhà Juthathep Series) |
| 2014 | Ruk Ok Rit                    | Lửa tình nổi giận                         | Wanisa Sookjitjai/ Wanisa Jitsaard/ Wani/Wawa | Channel 3 | Thanawat Wattanaputi                                |
| 2014 | Sai See Plerng                | Cát rực lửa / Hồn Cát                     | Looksorn                                      | Channel 3 | Theeradej Methawarayuth & Shahkrit Yamnam           |
| 2015 | Mafia Luerd Mungkorn - Singh  | Thời đại anh hùng: Sư tử                  | Jirusaya/Ah Ju                                | Channel 3 | Jesdaporn Pholdee                                   |
| 2015 | Tarm Ruk Keun Jai             | Con Tim Dẫn Lối / Theo dấu yêu thương     | Naara Wanpanit/Noona Thongkanka               | Channel 3 | Nadech Kugimiya                                     |
| 2016 | Chaat Payak Nak Soo           | Chiến Binh Của Công lý/ Số Phận Định Đoạt | Ploy                                          | Channel 3 | Jaron Sorat                                         |
| 2017 | Petch Klang Fai               | Ánh sáng kim cương                        | H.R.H. Urawasee                               | Channel 3 | Warit Sirisantana                                   |
| 2017 | Buang Hong                    | Cứu tinh của nàng thiên nga               | Naara Wanpanit/Noona Thongkanka               | Channel 3 | (khách mời)                                         |
| 2017 | Rak Nakara                    | Chuyện tình bậc đế vương                  | Minghlar                                      | Channel 3 | Prin Suparat & Natapohn Tameeruks                   |
| 2017 | Por Yung Lung Mai Wahng       | Bố bận, bác không rảnh                    | Chiddao                                       | Channel 3 | Thanawat Wattanaputi                                |
| 2018 | Duay Raeng Atitharn           | Sức mạnh nguyện ước                       | Nanthamon/Worada                              | Channel 3 | Jesdaporn Pholdee                                   |
| 2020 | Ok Keub Hak Ab Ruk Khun Samee | Yêu thầm anh xã                           | Natarin / "Muey"                              | Channel 3 | Prin Suparat                                        |
| 2021 | Duang Tah Tee Sarm            | Huệ nhãn                                  | Poom                                          | Channel 3 | James Ma                                            |

### Phim điện ảnh
| Năm  | Phim          | Tên tiếng Việt   | Vai  | Đóng                                 |
| ---- | ------------- | ---------------- | ---- | ------------------------------------ |
| 2016 | One Day       | 24 giờ yêu       | Nui  | Chantavit Dhanasevi                  |
| 2016 | New Year Gift | Món quà tình yêu | Fa   | Sunny Suwanmethanon                  |
| 2018 | 7 Days        | 7 ngày yêu       | Meen | Kan Kantathavorn & Ananda Everingham |
| 2023 | Home For Rent | Tà chú cấm       | Ning | Sukollawat Kanarot                   |

### Xuất hiện MV
| Năm  | Tựa                                                               | Ca sĩ                                                                                        |
| ---- | ----------------------------------------------------------------- | -------------------------------------------------------------------------------------------- |
| 2012 | "Kon Kun Welah (Wasting Time)"                                    | Black Vanilla                                                                                |
| 2012 | "Kit Tueng Kon Tee Mai Koey Jur (Miss The Person Who Never Meet)" | Yuthana Puengklarng                                                                          |
| 2013 | "Lohk Bai Mai Mai Mee Tur (A New World Without You)"              | Patcha Anek-Ayuwat                                                                           |
| 2014 | "Faen (Girlfriend)"                                               | Lipta                                                                                        |
| 2014 | "Yoo Dtrong Nee Nahn Gwah Nee (Right Here a Little Longer)"       | Getsunova                                                                                    |
| 2016 | "Happy Birthday Channel 3"                                        | ft Tanawat Wattanaputi                                                                       |
| 2016 | "Set Laeo Dop (Set and Hit)"                                      | ft Urassaya Sperbund, Kimberly Ann Voltemas, Rasri Balenciaga, Ranee Campen, Ranida Techasit |
| 2017 | "Time Bomb"                                                       | Greasy Cafe                                                                                  |

### Quảng cáo
- SUNSILK-2013
- AIS 3G
- MoonCake-2013
- AIS GOOD LIFE-2013
- KFC Egg Tart in Love-2013
- GSM 3G Smart Topping-2013
- Pantene Shine-2014
- Oriental Princess - My Message
- L'Oreal Paris White Perfect Total 10
- Cute Press Evory Retouch Oil Control Foundation Power- 2015
- Cute Press UV Expert SPF 70-2016
- Hygiene Expert Care LIFE SCENT-2016
- Hada Labo Face Wash-2017
- Spot:VolleyBall World -2017
- Hygiene- Life Scent-2017
- Cute Press: Evory Snow-2017
- Hada Labo Face Wash- Prove Your Skin in Japan-2017
- Property Perfect-MetroLuxe Riverfront -2017
- Property Perfect-MetroLuxe,Urban Living -2017
- Huawei TVC- Huawei GR5 2017
- Liese-2017
- 11st ft.SongJoongKi -2017
- Cute Press: Evory Retouch Powder Wake Up -2017
- NAMU LIFE: SNAILWHITE DAY CREAM-2017
- UOB Lady's Platinum Card-2017
- Nestle- Bear Brand Gold Milk (Milk in 3 flavors)-2017
- SNAILWHITE DAY CREAM SPF20 (7min film)-2017
- SNAILWHITE DAY CREAM-2017
- Brandsveta-2017
- AIS NEXT G (1Gbps)-2017
- AIS WE ARE NEXT G GENERATION-2017
- AIS 4G Max Speed-2017
- Huawei Nova 2i-2017
- Brandsveta-2018
- Parrot Hyaluron-2018
- The Parrot Shower Singer-2018
- Tetra Pak-1-2018
- Tetra Pak-2-2018
- Palitte Crown (Glico Ice)-2018
- SNAILWHITE DAY CREAM-2018

## Giải thưởng và đề cử
| Năm  | Giải thưởng                            | Hạng mục                                             | Đề cử                      | Kết quả      | Nguồn         |
| ---- | -------------------------------------- | ---------------------------------------------------- | -------------------------- | ------------ | ------------- |
| 2013 | 6th Siam Dara Stars Awards             | Best New Female Actress                              | Khun Chai Pawornruj        | Đoạt giải    | [ 3 ]         |
| 2013 | 8th OK!Giải                            | Female Rising Star                                   | Khun Chai Pawornruj        | Đoạt giải    |               |
| 2013 | Seesan Bunturng Awards                 | Rising Actress                                       | Khun Chai Pawornruj        | Đoạt giải    | [ 4 ]         |
| 2014 | TV3 Fanclub Awards                     | Female Rising Actress                                | Khun Chai Pawornruj        | Đoạt giải    | [ 5 ]         |
| 2014 | G-member Awards                        | Best Couple with Tanawat Wattanaputi                 | Khun Chai Pawornruj        | Đề cử        | [ 6 ]         |
| 2014 | 8th Kazz Awards                        | Couple of the Year with Tanawat Wattanaputi          | Khun Chai Pawornruj        | Đề cử        | [ 7 ]         |
| 2014 | 3rd Daradaily The Great Awards         | Female Rising Star of the Year                       | Khun Chai Pawornruj        | Đề cử        | [ 8 ]         |
| 2014 | 1st EFM Awards                         | Most Popular Actor – June                            | Ruk Ok Rit                 | Đề cử        |               |
| 2014 | 12th Seventeen Choice Awards           | Seventeen Choice Rising Star (Actress)               | Khun Chai Pawornruj        | Đoạt giải    | [ 9 ]         |
| 2014 | 9th OK!Giải                            | Female Hot Stuff                                     | —                          | Đoạt giải    | [ 10 ]        |
| 2015 | 5th Mthai Top Talk-About Awards        | Top Talk-About Actress                               | Ruk Ok Rit, Sai See Plerng | Đề cử        | [ 11 ]        |
| 2015 | G-member Awards                        | Top Contributor of the Year                          | Sai See Plerng             | Đoạt giải    | [ 12 ]        |
| 2015 | 1st TrueLife Awards                    | Best Female Lead                                     | Ruk Ok Rit                 | Đề cử        | [ 13 ]        |
| 2015 | 8th Siam Dara Stars Awards             | Best Supporting Actress                              | Sai See Plerng             | Đoạt giải    | [ 14 ]        |
| 2015 | 6th Nataraj Awards                     | Best Supporting Actress                              | Sai See Plerng             | Đề cử        | [ 15 ]        |
| 2015 | 10th OK!Giải                           | Female Hot Stuff                                     | —                          | Đề cử        |               |
| 2015 | Seesan Bunturng Awards                 | Best Couple of the Year with Nadech Kugimiya         | Tarm Ruk Keun Jai          | Đoạt giải    | [ 16 ]        |
| 2016 | Mekala Awards                          | Star Vote Good Of The Year                           | —                          | Đề cử        |               |
| 2016 | 1st Dara Inside Awards                 | Hottest Couple of the Year with Tanawat Wattanaputi  | —                          | Đề cử        | [ 17 ]        |
| 2016 | 2nd Maya Awards                        | Favorite Female Lead Award                           | Tarm Ruk Keun Jai          | Đề cử        | [ 18 ]        |
| 2016 | 2nd Maya Awards                        | Perfect Pairing of the Year with Tanawat Wattanaputi | —                          | Đề cử        | [ 19 ]        |
| 2016 | 9th Siam Dara Stars Awards             | Best Drama Actress                                   | Tarm Ruk Keun Jai          | Đề cử        |               |
| 2016 | 9th Siam Dara Stars Awards             | Popular Female Star                                  | Tarm Ruk Keun Jai          | Đề cử        |               |
| 2017 | 6th Daradaily The Great Awards         | Best Film Actress in a Leading Role                  | One Day                    | Đoạt giải    | [ 20 ]        |
| 2017 | 26th Suphannahong National Film Awards | Best Actress                                         | One Day                    | Đoạt giải    | [ 21 ]        |
| 2017 | 11th OK!Giải                           | Female Hot Stuff                                     | —                          | Đề cử        | [ 22 ] [ 23 ] |
| 2017 | 14th Starpics Thai Films Awards        | Best Actress                                         | One Day                    | Đoạt giải    | [ 24 ]        |
| 2017 | 25th Bangkok Critics Assembly Awards   | Best Actress                                         | One Day                    | Đề cử        | [ 25 ]        |
| 2017 | 7th Thai Film Director Awards          | Best Actress                                         | One Day                    | Runner-up    | [ 26 ] [ 27 ] |
| 2017 | 11th Kazz Awards                       | Top Actress Award                                    | One Day                    | Đề cử        | [ 28 ]        |
| 2017 | 11th Kazz Awards                       | Rising Star Award (Female)                           | —                          | Đề cử        | [ 28 ]        |
| 2017 | Srinakharinwirot University            | Outstanding Alumni Award                             | —                          | Đoạt giải    | [ 29 ]        |
| 2017 | 10th Nine Entertain Awards             | Best Actress                                         | One Day                    | Đề cử        | [ 30 ]        |
| 2017 | 3rd Maya Awards                        | Favorite Female Lead Award                           | Petch Klang Fai            | Đề cử        | [ 31 ]        |
| 2017 | 3rd Maya Awards                        | Perfect Pairing of the Year with Tanawat Wattanaputi | —                          | Đề cử        | [ 32 ]        |
| 2017 | 3rd Maya Awards                        | Charming Female Star of the Year                     | —                          | Đề cử        | [ 33 ]        |
| 2017 | 2nd Dara Inside Awards                 | Hottest Couple of the Year with Tanawat Wattanaputi  | —                          | Đề cử        | [ 34 ]        |
| 2017 | AEC Awards                             | Best Executive                                       | —                          | Đoạt giải    | [ 35 ]        |
| 2018 | 8th Mthai Top-Talk Awards              | Top Talk-About Actress                               | Rak Nakara                 | Đề cử        |               |
| 2018 | 32nd TV Gold Awards                    | Best Supporting Actress                              | Rak Nakara                 | Đề cử        |               |
| 2018 | 12th Kazz Awards                       | Female Rising Star                                   | —                          | Chưa công bố | [ 36 ]        |
| 2018 | 4th Maya Awards                        | Charming Female Star Award                           | —                          | Chưa công bố | [ 37 ]        |
| 2018 | 4th Maya Awards                        | Best Couple with Tanawat Wattanaputi                 | Por Yung Lung Mai Wahng    | Chưa công bố | [ 38 ]        |
| 2018 | 7th Daradaily The Great Awards         | Hot Girl of the Year                                 | —                          | Chưa công bố | [ 39 ]        |
| 2019 | 8th Daradaily The Great Awards         | Best Film Actress in a Leading Role                  | 7 Days                     | Chưa công bố | [ 40 ]        |